# Le Rhône 9R
Le Rhône 9R byl vzduchem chlazený čtyřdobý rotační letecký motor, devítiválec o výkonu 170 k, navržený a vyráběný společností Société des Moteurs Gnome-et-Rhône ve Francii. Konstrukce motoru vznikla v roce 1916.

## Technické údaje
- Vzduchem chlazený čtyřdobý rotační hvězdicový devítiválec, s ventilovým rozvodem OHV
- Vrtání válce: 115 mm
- Zdvih pístu: 170 mm
- Zdvihový objem motoru: 15,892 litru
- Kompresní poměr: 5,65
- Výkon: 170 k (125 kW)
  - krátkodobý maximální výkon: 180 k (132,4 kW) při 1360 ot/min.[1]